# Красносельське сільське поселення (Ніколаєвський район)
Красносе́льське сільське поселення (рос. Красносельское сельское поселение) — сільське поселення у складі Ніколаєвського району Хабаровського краю Росії.
Адміністративний центр — село Красне.

## Населення
Населення сільського поселення становить 1083 особи (2019; 1314 у 2010, 1702 у 2002).

## Склад
До складу сільського поселення входять:
| Населений пункт | Населення, осіб (2002) | Населення, осіб (2010) |
| --------------- | ---------------------- | ---------------------- |
| Красне, село    | 1250                   | 980                    |
| Чниррах, селище | 452                    | 334                    |